# Uchu Nekoko
Uchu Nekoko (jap. 宇宙ネコ子 Uchū Nekoko) – japoński zespół z gatunku dream pop i shoegaze utworzony w 2012 roku przez Nemuko Yamanaka i Kо̄hei Tanabe. Obecnymi członkami jest Nemuko Yamanaka i Kano. Wygląd członków jest nieznany.

## Kariera
Uchuu Nekoko zostało założone w 2012 roku przez Nemuko Yamanakę (wokal, gitara) i Kо̄hei Tanabe (bas).
W 2014 roku współpracowali z Lovely Summer Chan wydając album Uchu Nekoko and Lovely Summer Chan.
W 2016 roku wydali debiutancki album Hibi no Awa (jap. 日々のあわ). Wydali również singiel Summer Sunny Blue EP.
W 2017 roku do zespołu dołączyła Kano, odeszła Kо̄hei Tanabe.
24 maja 2019 roku Uchuu Nekoko wypuścił Kimi No Youni Ikiretara (jap. 君のように生きれたら). Został on okrzyknięty przez Bandcamp Daily „niezbędnym wydaniem”, porównując brzmienie albumu z zespołem My Bloody Valentine.
28 września 2021 roku zespół wydał album Hino Ataru Basyo Ni Kiteyo (jap.日のあたる場所にきてよ).
23 maja 2023 roku wokalistka Snail Mail poinformowała w swoich mediach społecznościowych o tym, że wspólnie zagra na koncercie z Uchu Nekoko.
Okładki albumów utworzone są przez Tomoko Oshima.

## Dyskografia[1]
Albumy
- Hibi no Awa (2016, P-Vine Records, LOOM Records)
- Kimi no Youni Ikiretara (2019, LOOM Records)
- Hino Ataru Basyo Ni Kiteyo (2021, LOOM Records)

Single i EPki
- Uchuu Nekoko i Lovely Summer Chan (2014)
- Online Love -Remixes- (2016)
- Summer Sunny Blue (2016)